# Юрієн Гарі
Юрієн Гарі (нід. Juriën Gaari, нар. 23 грудня 1993, Керкраде) — нідерландський футболіст, захисник клубу «Валвейк» та національної збірної Кюрасао.

## Клубна кар'єра
Народився 23 грудня 1993 року в місті Керкраде. Вихованець юнацької команди футбольного клубу «Ексельсіор».
У дорослому футболі дебютував 2013 року виступами за команду клубу «Козаккен Бойз», кольори якої захищав 5 років.
2018 року перейшов до складу «Валвейка».

## Виступи за збірну
2016 року дебютував у складі національної збірної Кюрасао у матчі проти Антигуа і Барбуди. Наразі провів у формі головної команди країни 4 матчі.
У складі збірної був учасником розіграшу Золотого кубка КОНКАКАФ 2017 року у США.

## Титули і досягнення
- Переможець Карибського кубка: 2017